# 87 Pułk Piechoty (austro-węgierski)

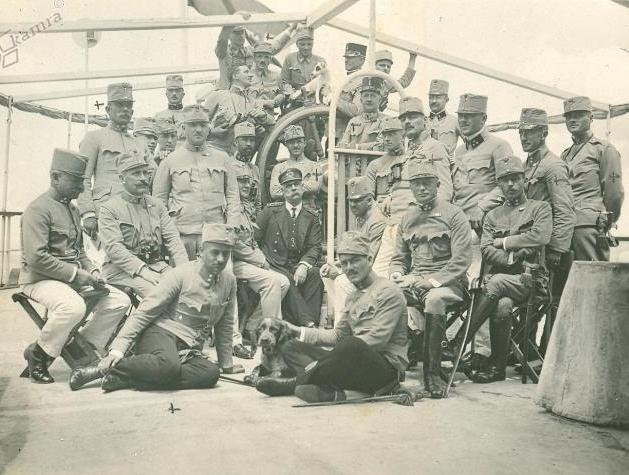
Żołnierze IR. 87 w czasie transportu z Puli do Szkodry

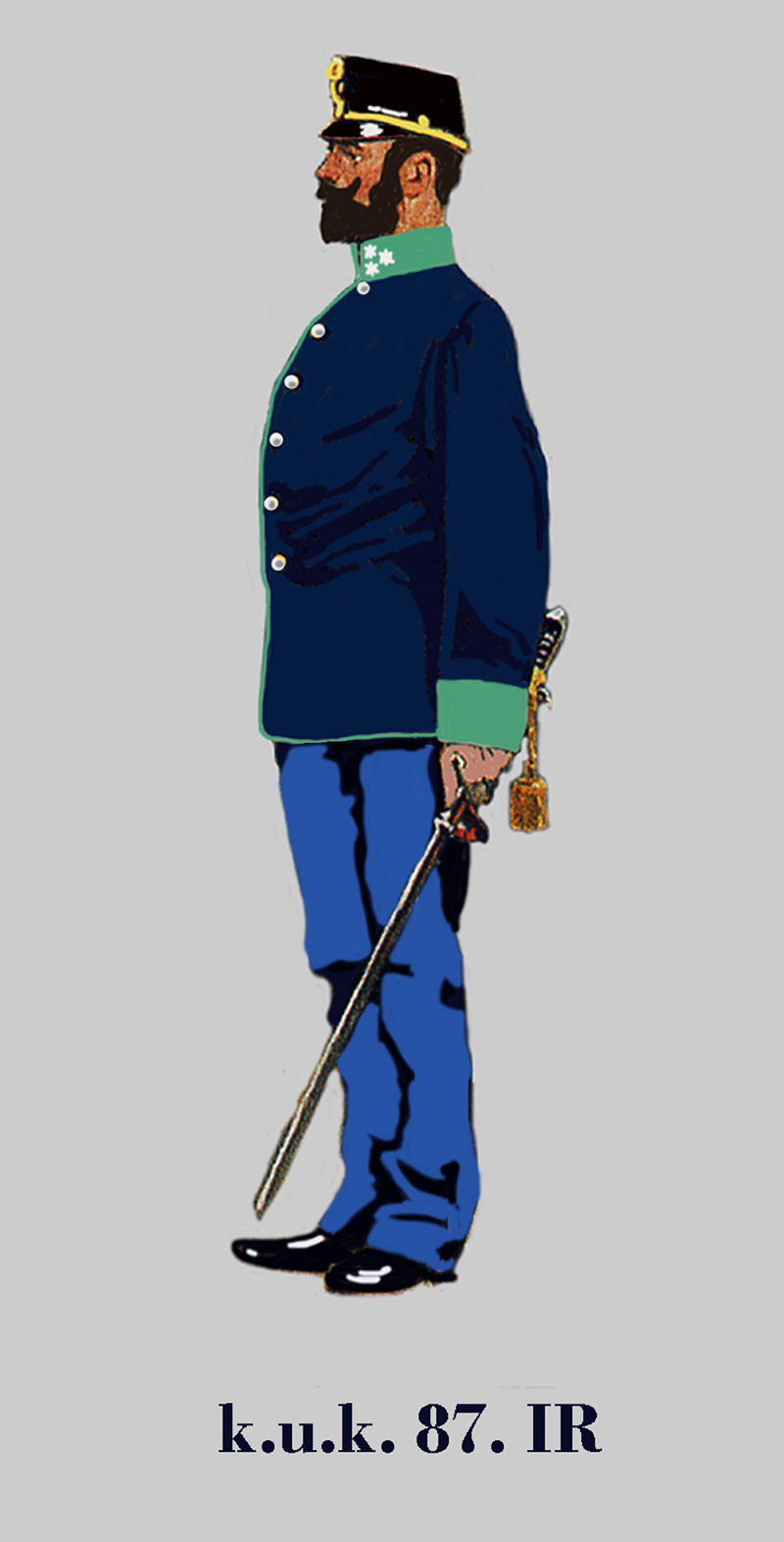
Kapitan IR. 87 w mundurze służbowym

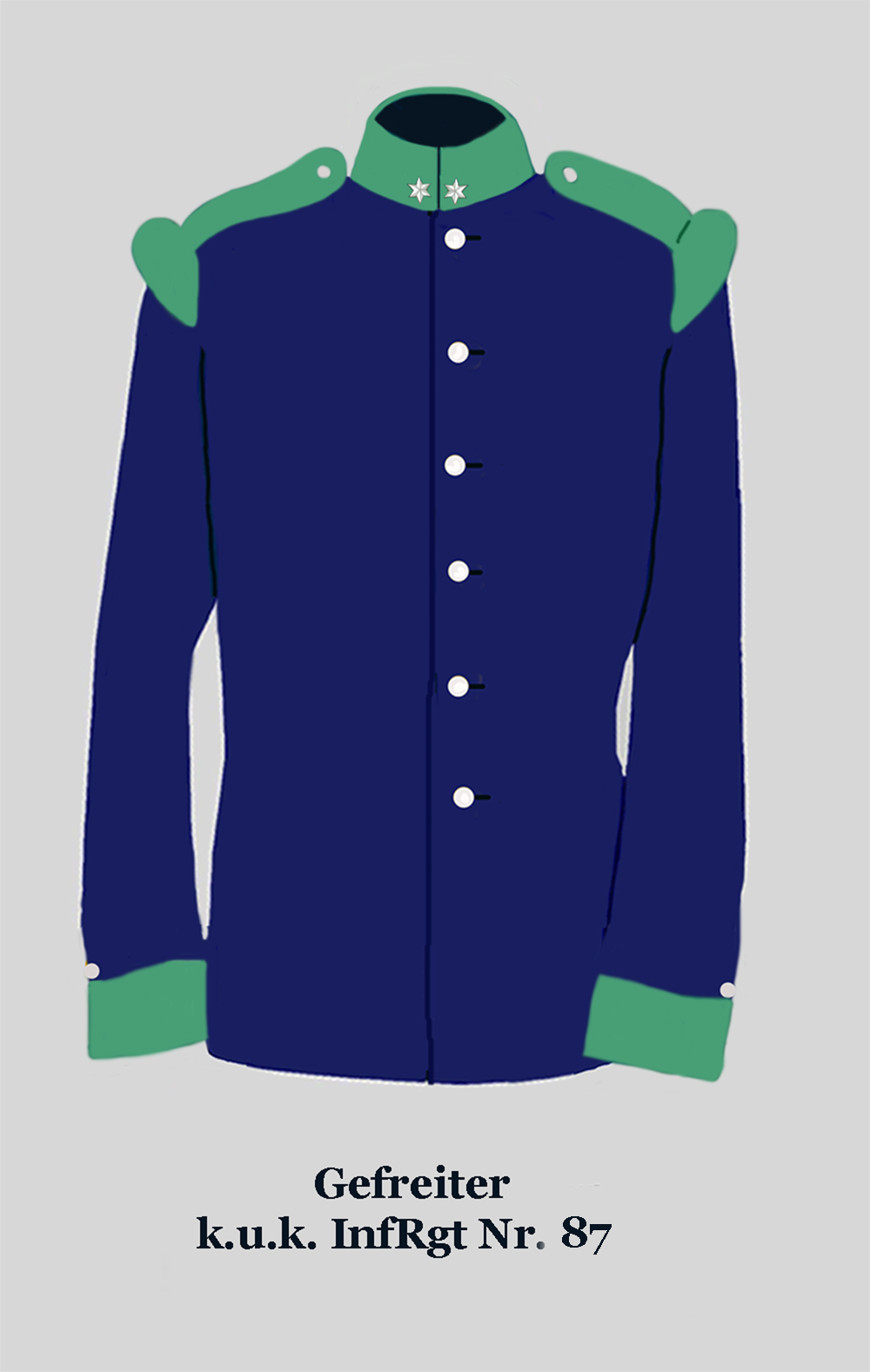
Kurtka munduru gefrajtra IR. 21

Styryjski Pułk Piechoty Nr 87 (IR. 87) – pułk piechoty cesarskiej i królewskiej Armii.

## Historia pułku
Pułk został utworzony 1 stycznia 1883 roku w Grazu z trzech batalionów liniowych (Linieninfanterieregiment) wyłączonych ze składu Pułków Piechoty Nr 7, 27 i 47 oraz Batalionu Strzelców Polnych Nr 35.
Okręg uzupełnień – Celje (niem. Cilli).
Kolejnymi szefami pułku byli: FML Konstantin zu Hohenlohe-Schillingsfürst w latach 1883-1896, Julian Roszkowski w latach 1896-1897 i Freiherr von Succovaty w latach 1897-1918.
Kolory pułkowe: zielony morski (meergrün), guziki srebrne. Skład narodowościowy w 1914 roku 76% – Słoweńcy.
W latach 1903–1914 komenda pułku i wszystkie bataliony (z wyjątkiem I) stacjonowały w Puli, natomiast I batalion do 1914 stacjonował w Cejle, po czym został przeniesiony do Szkodry (wł. Scutari) w Albanii.
W 1914 roku pułk wchodził w skład 55 Brygady należącej do 28 Dywizji Piechoty III Korpusu.
W czasie I wojny światowej pułk walczył z Rosjanami w końcu 1914 i na początku 1915 roku w Galicji. Największe straty pułk poniósł w drugiej połowie lutego 1915 roku w walkach w okolicach Koniecznej w gminie Ujście Gorlickie. Żołnierze pułku są pochowani m.in. na cmentarzach: Cmentarz wojenny nr 46 – Konieczna, Cmentarz wojenny nr 49 – Blechnarka, Cmentarz wojenny nr 53 – Czarne, Cmentarz wojenny nr 57 – Uście Gorlickie, Cmentarz wojenny nr 6 – Krempna, Cmentarz wojenny nr 217 – Januszkowice.
IV batalion walczył na froncie bałkańskim. Wchodził w skład 9 Brygady Górskiej należącej do 1 Dywizji Piechoty (XV Korpus 6 Armii).

## Komendanci pułku
- płk Wilhelm Wannisch (1883[1])
- płk Moritz Gherardini (1903–1906)
- płk Othmar Panesch (1907–1909)
- płk Theodor Gabriel (1910–1911)
- płk Dionys Rabatsch (1912–1914)